# Ultimate Iron Man
Ultimate Iron Man è una miniserie a fumetti pubblicata dalla Marvel Comics a partire dal 2005, seguita nel 2007 da un'altra miniserie intitolata Ultimate Iron Man II. Le storie, scritte da Orson Scott Card, raccontano le origini della versione alternativa Ultimate Marvel del personaggio di Iron Man, apparsa per la prima volta nella miniserie Ultimates.
La trama del fumetto contrasta con le origini del personaggio raffigurate nell'albo Ultimate Spider-Man Super Special (2002), oltre a presentare un protagonista estremamente diverso dalla versione classica del personaggio; la miniserie ricevette quindi reazioni contrastanti dal pubblico. Il fumetto ha poi subito un definitivo retcon nel 2011 con la miniserie di Mark Millar Ultimate Avengers vs. New Ultimates, in cui è stato trasformato nella trama di un anime. La redattrice Sana Amanat ha successivamente affermato che Ultimate Iron Man "non corrispondeva a dove stavamo andando".

## Pubblicazione
La prima miniserie, pubblicata da maggio 2005 a febbraio 2006, è composta da cinque numeri e racconta i primi anni di vita e le origini di Tony Stark, ed è stata disegnata da Andy Kubert, eccetto il finale dell'ultimo numero che è disegnato da Mark Bagley. L'edizione italiana fu pubblicata nel n. 43 di Marvel Crossover (luglio 2006).
Anche la seconda miniserie, intitolata Ultimate Iron Man II, è composta da cinque numeri, usciti da dicembre 2007 a luglio 2008. Essa segue direttamente la prima serie e descrive i primi utilizzi dell'armatura di Iron Man; è disegnata da Pasqual Ferry, eccetto il finale dell'ultimo numero che è disegnato da Leonardo Manco. L'edizione italiana fu pubblicata nel n. 46 di Marvel Mega (ottobre 2008).